# ラ米・カリブ首脳会議
ラ米・カリブ首脳会議(ラべい・カリブしゅのうかいぎ、ポルトガル語 : Calc : Cúpula da América Latina e do Caribe)は南北アメリカ大陸諸国の首脳会議。中南米カリブ海統一首脳会議とも称する。
米州機構（OAS）のうち北アメリカの2ヶ国（アメリカ合衆国及びカナダ）を除き、同機構参加資格停止(1962年-2009年)のキューバを含む。米国の影響力を低下させ、地域統合を目指す常設機構となることを目標としている。
2011年12月3日、ラテンアメリカ・カリブ諸国共同体となった。

## 沿革
1980年代、中米諸国で武力紛争が続くなか、米国の干渉を排して紛争を平和的に解決することを目的に中米4カ国で結成したグループが前身。同4カ国とそれを支援する南米4カ国が1986年に共同で開いた会議で始まった。会議がブラジルのリオデジャネイロで開かれたことから「リオ・グループ」の名前が付いた。

## 会合

### 第1回会合
2008年12月16日から17日までブラジルバイーア州サルヴァドールに33カ国の代表(親米的とされるコロンビアとペルーの2カ国以外の31カ国は国家元首)が集まった。米国の支配から自立した平和の地域統合をめざす「サルバドル宣言」が採択された。

### 首脳会議を準備する外相会議
2010年2月20日・2月21日、首脳会議を準備する外相会議がメキシコ南東部プラヤデルカルメンの保養地リビエラマヤで開催された。首脳会議にはホンジュラスを除く域内すべての国32カ国が参加した。会議では、メキシコのエスピノザ外相が米国・カナダを除く自主的地域新機構の創設は歴史をつくるものだと挨拶した。また、エクアドルのパティニョ外相は同国国営アンデス通信に対し、新しい地域機構は「中南米・カリブ海諸国の政治・政策方針を協議する組織だ」と説明し、南北米大陸の基本的に全ての国が加盟しているOASに「とって代わるものではないが、その代案となるものだ」との認識を示した。

### 第2回会合
2010年2月23日にメキシコ・プラヤデルカルメンで開催。会議では米国・カナダの参加を拒否する「中南米・カリブ海諸国機構」（仮称）を結成することが再確認された。
2012年には新機構の性格や具体的な機能について協議することになっている。

#### この間の出来事
2010年6月8日、中南米歴訪中のヒラリー・クリントンアメリカ合衆国国務長官がエクアドルで中南米向け政策の演説を行った。クリントンは、中南米各国との「対等なパートナー」関係確立を強調し、合わせて「過去をほじくり返すところに前進の道はない」とも強調した。

### 第3回会合
2011年7月にベネズエラで開催。ウゴ・チャベス大統領は「独立200年に当たるこの年には機構発足の合意にこぎつけたい」とコメントした。29日、基本文書への合意が取り付けられラテンアメリカ・カリブ諸国共同体（CELAC）が正式に発足した。
以後はラテンアメリカ・カリブ諸国共同体を参照